# Шуберт, Грант
Грант Люк Шуберт (англ. Grant Luke Schubert, 1 августа 1980, Локстон, Австралия) — австралийский хоккеист (хоккей на траве), полевой игрок. Олимпийский чемпион 2004 года, бронзовый призёр летних Олимпийских игр 2008 года, чемпион мира 2010 года.

## Биография
Грант Шуберт родился 1 августа 1980 года в австралийском городе Локстон.
Играл в хоккей на траве за «Аделаиду», «Аделаида Хотшотс» и университет Западной Австралии из Перта. После летних Олимпийских игр 2004 года выступал в Нидерландах за «Кампонг» из Утрехта, в 2005 году — за «Клейн Звитсерланд» из Гааги.
В 2003 году Международная федерация хоккея на траве назвала его лучшим молодым игроком мира. В том же году дебютировал в сборной Австралии.
В 2004 году вошёл в состав сборной Австралии по хоккею на траве на летних Олимпийских играх в Афинах и завоевал золотую медаль. Играл в поле, провёл 7 матчей, забил 2 мяча в ворота сборной Испании.
В 2008 году вошёл в состав сборной Австралии по хоккею на траве на летних Олимпийских играх в Пекине и завоевал бронзовую медаль. Играл в поле, провёл 5 матчей, забил 3 мяча (по одному в ворота сборных Канады, ЮАР и Пакистана). Пропустил решающие матчи из-за травмы колена.
В 2010 году завоевал золотую медаль на чемпионате мира в Нью-Дели.
Три раза был победителем Трофея чемпионов в 2005, 2008 и 2009 годах. Кроме того, в 2003 и 2007 годах выиграл серебряные медали.
В 2006 году завоевал золотую награду хоккейного турнира Игр Содружества в Мельбурне.
В 2012 году завершил международную карьеру.
В 2005 году был награждён медалью Ордена Австралии.